# 合揆
合揆（1669年—1735年），字其一，号梅屯，清朝官员，云南河西人，雍正五年（1727年）丁未科进士。

## 生平
康熙八年己酉（1669年），合揆出生于云南省临安府河西县。据称其天性聪颖，勤奋好学。康熙四十七年（1708年），以庠生身份考中戊子科乡试二名。雍正五年（1727年），在丁末科会试中考中进士，历任律例馆纂修、吏部考功司主事。后回乡丁忧三年。服阕后，返回北京补任稽勋司主事。
雍正乙卯年（1735年）卒于任上，葬于云南省玉溪市峨山县甸百亩大凹子坟山。

## 家族
合揆是元初色目大臣赛典赤·赡思丁的第十一代孙，赛典赤·赡思丁曾担任云南行省平章，去世后被追封为咸阳王。今甸百亩村、文明村合姓居民多为合揆后裔。

## 墓地
合揆墓位于甸百亩回民村后山，坐西北向东南，是峨山县一座形制保存较为完整的回族古墓葬。墓碑为青石质，高1.95米，宽1.65米，圆首呈马蹄形。碑额正中刻“天官大夫”四字，碑心竖文“皇清赐进士第例诰奉直大夫吏部考功勋司主政兼理律例馆纂修事务考合公讳揆之墓”，墓主生平事迹为秦天府丞傅马宁撰文，共计566字。

## 备注
1. ↑  四庫全書本《雲南通志》中将合揆列于顺治戊子科中式的五十人中，当有误[1]